# Денніс Вервергарт
Денніс Вервергарт (англ. Dennis Ververgaert, нар. 30 березня 1953, Грімсбі) — колишній канадський хокеїст, що грав на позиції крайнього нападника.
Провів понад 500 матчів у Національній хокейній лізі. 

## Ігрова кар'єра
Хокейну кар'єру розпочав 1970 року.
1973 року був обраний на драфті НХЛ під 3-м загальним номером командою «Ванкувер Канакс». 
Протягом професійної клубної ігрової кар'єри, що тривала 9 років, захищав кольори команд «Ванкувер Канакс»,  «Філадельфія Флаєрс» та  «Вашингтон Кепіталс».
Загалом провів 591 матч у НХЛ, включаючи 8 ігор плей-оф Кубка Стенлі.

## Нагороди та досягнення
- Учасник матчу усіх зірок НХЛ — 1976, 1978.

## Статистика
| Сезон        | Клуб                 | Ліга         | Регулярний сезон | Регулярний сезон | Регулярний сезон | Регулярний сезон | Регулярний сезон | Плей-оф | Плей-оф | Плей-оф | Плей-оф | Плей-оф |
| Сезон        | Клуб                 | Ліга         | І                | Г                | П                | О                | ШХ               | І       | Г       | П       | О       | ШХ      |
| ------------ | -------------------- | ------------ | ---------------- | ---------------- | ---------------- | ---------------- | ---------------- | ------- | ------- | ------- | ------- | ------- |
| 1970-71      | «Лондон Найтс»       | ОХЛ          | 62               | 39               | 48               | 87               | 98               | —       | —       | —       | —       | —       |
| 1971-72      | «Лондон Найтс»       | ОХЛ          | 62               | 44               | 73               | 117              | 65               | —       | —       | —       | —       | —       |
| 1972-73      | «Лондон Найтс»       | ОХЛ          | 63               | 58               | 89               | 147              | 86               | —       | —       | —       | —       | —       |
| 1973-74      | «Ванкувер Канакс»    | НХЛ          | 78               | 26               | 31               | 57               | 25               | —       | —       | —       | —       | —       |
| 1974-75      | «Ванкувер Канакс»    | НХЛ          | 57               | 19               | 32               | 51               | 25               | 1       | 0       | 0       | 0       | 0       |
| 1975-76      | «Ванкувер Канакс»    | НХЛ          | 80               | 37               | 34               | 71               | 53               | 2       | 1       | 0       | 1       | 4       |
| 1976-77      | «Ванкувер Канакс»    | НХЛ          | 79               | 27               | 18               | 45               | 38               | —       | —       | —       | —       | —       |
| 1977-78      | «Ванкувер Канакс»    | НХЛ          | 80               | 21               | 33               | 54               | 23               | —       | —       | —       | —       | —       |
| 1978-79      | «Ванкувер Канакс»    | НХЛ          | 35               | 9                | 17               | 26               | 13               | —       | —       | —       | —       | —       |
| 1978-79      | «Філадельфія Флаєрс» | НХЛ          | 37               | 9                | 7                | 16               | 6                | 3       | 0       | 2       | 2       | 2       |
| 1979-80      | «Філадельфія Флаєрс» | НХЛ          | 58               | 14               | 17               | 31               | 24               | 2       | 0       | 0       | 0       | 0       |
| 1980-81      | «Вашингтон Кепіталс» | НХЛ          | 79               | 14               | 27               | 41               | 40               | —       | —       | —       | —       | —       |
| Усього в НХЛ | Усього в НХЛ         | Усього в НХЛ | 583              | 176              | 216              | 392              | 247              | 8       | 1       | 2       | 3       | 6       |